# Konstnärens moder
Konstnärens moder är en temperamålning av den finländske konstnären Akseli Gallen-Kallela från 1896. Den är utställd på Nationalmuseum i Stockholm.
Porträttet visar konstnärens mor Mathilda Gallén i ett märkligt, gåtfullt porträtt. Hon är å ena sidan porträttlik, men å den andra skulptural i ett drömskt landskap som tycks beläget bortom tid och rum. Porträttet är daterat 1896, året innan Gallen-Kallela lät henne uppträda som huvudperson i en av sina mest berömda målningar, Lemminkäinens moder, som var ett motiv ur Finlands nationalepos Kalevala.